# Сергий (Киккотис)
Митрополи́т Се́ргий Кикко́тис (греч. Μητροπολίτης Σέργιος Κυκκώτης; род. 1967, Каминария, Марафаса, Республика Кипр) — епископ Александрийской православной церкви, митрополит Мыса Доброй Надежды, ипертим и экзарх всего Наталя и окрестностей.

## Биография
По окончании средней школы поступил в ставропигиальный Киккский монастырь, где принял постриг с именем Сергий в честь преподобного Сергия Радонежского и поменял фамилию на Киккотис. В 1986 году он был рукоположён во диакона.
В 1992 году окончил богословский факультет Афинского университета. Во время обучения служил состоял в клире Афинской архиепископии Элладской Православной Церкви.
В 1996 году архиепископом Кипрским Хризостомом был рукоположён в сан священника с возведением в сан архимандрита.
В 1997 году по приглашению Патриарха Александрийского Петра VII (также уроженца Кипра) перешёл в клир Кейптаунской митрополии Александрийской православной церкви и назначен приходским священником в храме города Порт-Элизабет.
23 ноября 1999 года решением Священного Синода Александрийской Православной Церкви был избран митрополитом Мыса Доброй Надежды.
27 ноября того же года состоялась его епископская хиротония, которую возглавил Патриарх Петр VII. Настолован 13 февраля 2000 года в Кейптауне.
В июне 2009 года представлял Александрийскую православную церковь на V Всеправославном предсоборном совещании, посвященном теме канонического обустройства православной диаспоры.
10 декабря 2009 года в Православном центре Константинопольского Патриархата в Шамбези близ Женевы начались заседания Межправославной подготовительной комиссии, созванной в целях дальнейшей проработки вопросов повестки дня «Святого и Великого Собора Восточной Православной Церкви», где Александрийскую православную церковь представлял митрополит Сергий.
С 22 февраля по 26 февраля 2011 года в Православном центре Константинопольского Патриархата в Шамбези близ Женевы, вместе с архимандритом Николаем (Иоаннидисом) представлял Александрийскую Православную Церковь на заседаниях Межправославной комиссии по подготовке Святого и Великого Собора Православной Церкви.
С 30 сентября по 3 октября 2014 года в Шамбези, вместе с архимандритом Николаем (Иоаннидисом) представлял Александрийскую Православную Церковь во время очередного раунда заседаний специальной Межправославной комиссии по подготовке Всеправославного Собора.
В октябре 2015 года в Шамбези возглавлял делегацию Александрийской Православной Церкви во время Пятого Всеправославного предсоборного совещания.